# Кшивізна (Опольське воєводство)
Кшивізна (пол. Krzywizna, нім. Schönwald) — село в Польщі, у гміні Ключборк Ключборського повіту Опольського воєводства.
Населення — 387 осіб (2011).

## Демографія
Демографічна структура станом на 31 березня 2011 року:
|          | Загалом | Допрацездатний вік | Працездатний вік | Постпрацездатний вік |
| -------- | ------- | ------------------ | ---------------- | -------------------- |
| Чоловіки | 186     | 33                 | 130              | 23                   |
| Жінки    | 201     | 33                 | 116              | 52                   |
| Разом    | 387     | 66                 | 246              | 75                   |